# باول فينويك
باول فينويك هو لاعب كرة قدم كندي، ولد في 25 أغسطس 1969 في لندن في المملكة المتحدة. شارك مع منتخب كندا تحت 20 سنة لكرة القدم ومنتخب كندا لكرة القدم. أما مع النوادي، فقد لعب مع برمنغهام سيتي ودونفرملين أثلتيك وريث روفرز ونادي سانت ميرين ونادي غرينوك مورتون ونادي هيبرنيان.

## وصلات خارجية
- باول فينويك على موقع الاتحاد الدولي (مؤرشف)  (الإنجليزية)
- باول فينويك على موقع قاعدة بيانات كرة القدم.إي يو (الإنجليزية)
- باول فينويك على موقع ناشيونال فوتبول تيمز (الإنجليزية)
- باول فينويك على موقع Soccerbase.com (لاعب) (الإنجليزية)